# علی‌گل (بادغیس)
علی‌گل (به لاتین: ʽAli Gol) یک منطقهٔ مسکونی در افغانستان است که در ولایت بادغیس واقع شده‌است.